# Municipio de Bates (condado de Hand)
El municipio de Bates (en inglés: Bates Township) es un municipio ubicado en el condado de Hand en el estado estadounidense de Dakota del Sur. En el año 2010 tenía una población de 43 habitantes y una densidad poblacional de 0,46 personas por km².

## Geografía
El municipio de Bates se encuentra ubicado en las coordenadas 44°14′27″N 98°45′44″O / 44.24083, -98.76222. Según la Oficina del Censo de los Estados Unidos, el municipio tiene una superficie total de 94.22 km², de la cual 93,62 km² corresponden a tierra firme y (0,64 %) 0,61 km² es agua.

## Demografía
Según el censo de 2010, había 43 personas residiendo en el municipio de Bates. La densidad de población era de 0,46 hab./km². De los 43 habitantes, el municipio de Bates estaba compuesto por el 100 % blancos. Del total de la población el 0 % eran hispanos o latinos de cualquier raza.